# Institut Pasteur
Institut Pasteur francuska je neprofitna zaklada posvećena proučavanju biologije, mikroorganizama, bolesti i cjepiva. Ime je dobio po Louisu Pasteuru koji je bio njegovim osnivačem i prvim direktorom. On je, naime, otkrio prvo cjepivo protiv bjesnoće 1885. godine. Osnovan je 4. lipnja 1887. zahvaljujući nacionalnoj pretplati, a svečano otvoren 14. studenog 1888. godine. Sjedište Instituta nalazi se u Parizu.
Na Institutu je prvi put izoliran HIV, virus koji uzrokuje AIDS, 1983. godine. Revolucionarna otkrića koja su medicini omogućila kontrolu virulentnih bolesti kao što su difterija, tetanus, tuberkuloza, dječja paraliza, gripa, žuta groznica također potječu odavde. Od 1908. godine osam znanstvenika s Instituta dobilo je Nobelovu nagradu za medicinu ili fiziologiju.

## Dobitnici Nobelove nagrade za medicinu
- 1908: Ilja Iljič Mečnikov
- 1919: Jules Bordet
- 1957: Daniel Bovet
- 1965: François Jacob, Jacques Monod, André Lwoff
- 2008: Luc Montagnier, Françoise Barré-Sinoussi